# Fermín López
Fermín López Marín (El Campillo, 11 mei 2003), bekend als Fermín López is een Spaanse voetballer die doorgaans speelt als middenvelder. Hij stroomde door vanuit de jeugdopleiding van FC Barcelona. López debuteerde in 2024 in het Spaans voetbalelftal, waarmee hij in 2024 het EK won.

## Clubcarrière

### Jeugd
López begon te voetballen bij lokale club CD El Campillo, daarna bij Recreativo Huelva, voordat hij kort daarna in 2012 in de jeugdopleiding van Real Betis werd opgenomen. In de zomer van 2016 maakte hij de overstap naar La Masia, de jeugdopleiding van FC Barcelona. Hij trad in de voetsporten van Gavi. Op 19 augustus 2022 tekende López zijn eerste contract tot medio 2024 en mocht uitkomen voor Barça Atlètic. 

### Linares Deportivo
Hij werd voor het seizoen 2022/23 onmiddellijk uitgeleend aan Linares Deportivo, dat uitkwam in de derde competitie van Spanje. Hij maakte zijn debuut negen dagen later. López scoorde zijn eerste doelpunt op 30 oktober 2022, in een uitoverwinning met 2-1 tegen Rayo Majadahonda. Hij sloot het seizoen af met twaalf doelpunten in 40 wedstrijden en was een onbetwiste basisspeler voor Linares.

### FC Barcelona
López werd opgeroepen voor het voorseizoentoernooi van het eerste elftal in juli 2023. Hij kreeg internationale erkenning na een sterke prestatie voor FC Barcelona, waarbij hij een doelpunt scoorde en een assist gaf in een vriendschappelijke wedstrijd met een 3–0 overwinning tegen rivaal Real Madrid op 29 juli 2023. Na de wedstrijd bevestigde Xavi Hernández dat López zou blijven bij het eerste elftal voor het seizoen 2023–24.
Op 27 augustus 2023 maakte López zijn debuut in Primera División voor FC Barcelona in een uitoverwinning met 4–3 tegen Villarreal CF. Twee dagen later tekende hij een nieuw contract bij de club tot medio 2027, met een afkoopclausule van €400 miljoen. López maakte zijn debuut in de UEFA Champions League op 19 september 2023, toen hij inviel voor Gavi in de 58e minuut van een 5–0 thuisoverwinning op Royal Antwerp in de groepsfase van de competitie. Een week later, in een uitwedstrijd tegen RCD Mallorca, scoorde hij zijn eerste doelpunt voor FC Barcelona en zijn eerste doelpunt in de competitie: nadat hij in de 64e minuut als invaller was ingebracht, scoorde hij in de 75e minuut de gelijkmaker, waarmee de eindstand op 2–2 werd bepaald.
Op 25 oktober 2023 maakt López zijn debuut als basisspeler van Barça in de UEFA Champions League tegen Shaktar Donetsk. Op 30 januari 2024 kondigde FC Barcelona aan dat López zijn contract bij de club heeft verlengd tot medio 2028 en dat hij is opgenomen in het eerste elftal. Hij scoorde elf doelpunten in zijn eerste seizoen.

## Clubstatistieken
| Seizoen | Club                | Competitie         | Competitie | Competitie | Beker | Beker | Internationaal | Internationaal | Totaal | Totaal |
| Seizoen | Club                | Competitie         | Wed.       | Dlp.       | Wed.  | Dlp.  | Wed.           | Dlp.           | Wed.   | Dlp.   |
| ------- | ------------------- | ------------------ | ---------- | ---------- | ----- | ----- | -------------- | -------------- | ------ | ------ |
| 2022/23 | → Linares Deportivo | Primera Federación | 37         | 12         | 3     | 0     | –              | –              | 40     | 12     |
| 2023/24 | FC Barcelona        | Primera División   | 31         | 8          | 3     | 1     | 8              | 2              | 42     | 11     |
| 2024/25 | FC Barcelona        | Primera División   | 0          | 0          | 0     | 0     | 0              | 0              | 0      | 0      |
| Totaal  | Totaal              | Totaal             | 68         | 20         | 6     | 1     | 8              | 2              | 82     | 23     |

Bijgewerkt op 11 juli 2024.

## Interlandcarrière
López debuteerde op 13 oktober 2023 voor Spanje onder 21, als vervanger van Gabri Veiga in een oefeninterland tegen Oezbekistan onder 23 (0–0). Vier dagen later maakte hij zijn eerste doelpunt voor Spanje onder 21, in een EK-kwalificatieduel tegen Kazachstan onder 21. López debuteerde op 5 juni 2024 voor het eerste elftal van Spanje, als vervanger van Pedri in een met 5–0 gewonnen oefeninterland tegen Andorra. Hij werd twee dagen later door bondscoach Luis de la Fuente opgenomen in de Spaanse selectie voor het EK 2024 in Duitsland. Hij speelde in de derde groepswedstrijd tegen Albanië en zag verder vanaf de bank hoe Spanje dat toernooi won.
| Interlands van Fermín Lopez voor Spanje | Interlands van Fermín Lopez voor Spanje | Interlands van Fermín Lopez voor Spanje | Interlands van Fermín Lopez voor Spanje | Interlands van Fermín Lopez voor Spanje | Interlands van Fermín Lopez voor Spanje |
| №                                       | Datum                                   | Wedstrijd                               | Uitslag                                 | Competitie                              | Goals                                   |
| Als speler bij FC Barcelona             | Als speler bij FC Barcelona             | Als speler bij FC Barcelona             | Als speler bij FC Barcelona             | Als speler bij FC Barcelona             | Als speler bij FC Barcelona             |
| --------------------------------------- | --------------------------------------- | --------------------------------------- | --------------------------------------- | --------------------------------------- | --------------------------------------- |
| 1.                                      | 5 juni 2024                             | Spanje – Andorra                        | 2 – 1                                   | Vriendschappelijk                       |                                         |
| 2.                                      | 24 juni 2024                            | Albanië – Spanje                        | 0 – 1                                   | EK 2024                                 |                                         |

Bijgewerkt op 9 juli 2024.

## Erelijst
| Competitie                 | Aantal       | Jaren        |
| FC Barcelona               | FC Barcelona | FC Barcelona |
| -------------------------- | ------------ | ------------ |
| Copa del Rey               | 1×           | 2024/25      |
| Supercopa de España        | 1×           | 2024/25      |
| Spanje                     |              |              |
| Europees kampioenschap     | 1×           | 2024         |
| Spanje Olympisch elftal    |              |              |
| Olympische gouden medaille | 1×           | 2024         |